# Shin Yung-kyoo
Dans ce nom coréen, le nom de famille, Shin, précède le nom personnel.
Shin Yung-kyoo, né le 30 mars 1942 et mort le 18 mars 1996, est un footballeur international nord-coréen.

## Carrière
Shin joue un match des qualifications de la coupe du monde 1966 avant de jouer l'ensemble des matchs de la Corée du Nord lors de la phase finale de cette compétition. Il était le capitaine de la Corée du Nord durant la coupe du monde.